# 高富站
高富站（日语：／ Takatomi eki */?）是位於岐阜縣岐阜市，名古屋鐵道高富線的鐵道車站（廢站）。

## 歷史
- 1913年（大正2年）12月25日 - 長良輕便鐵道長良北町站至此站之間開通，此站啟用[1][2][3]。
- 1915年（大正4年）11月20日 - 長良輕便鐵道與美濃電氣軌道（日语：美濃電気軌道）市內線互相連接。在11月26日起開始直通運輸[2]。
- 1920年（大正9年）9月10日 - 長良輕便鐵道合併至美濃電氣鐵道，成為美濃電氣鐵道高富線的車站[2]。
- 1930年（昭和5年）8月20日 - 美濃電氣軌道與名古屋鐵道（第一代。同年中改名為名岐鐵道，在1935年起再改名為名古屋鐵道）合併。成為名古屋鐵道高富線的車站[2]。
- 1960年（昭和35年）4月22日 - 隨著高富線全線廢除，此站也被廢除[2]。

## 車站構造
截至車站廢除前，此站是地面車站，設有2面2線的相對式月台。此站設有站房。

## 客量變化
| 年度 | 乘車人次 | 下車人次 |
| ---- | -------- | -------- |
| 1956 | 631,100  | 622,431  |
| 1957 | 641,221  | 643,238  |
| 1958 | 670,846  | 662,231  |
| 1959 | 666,097  | 664,601  |
| 1960 | 42,375   | 42,030   |

參考自岐阜縣的《岐阜縣統計書數碼存檔》 （页面存档备份，存于）。

## 車站周邊
車站位於岐阜市的北端。鄰近鄰自治體高富町（在2003年合併為山縣市）中心。
車站面向舊高富街道。在東邊300米設有大龍寺。

## 廢除後的狀況
- 在高富線廢除後轉為巴士服務[6]。高富站遺址變為了名鐵岐阜自動車營業所和高富巴士站和巴士總站。但是隨著名鐵岐阜自動車營業所遷移，高富巴士站也遷移，巴士總站被廢除。在高富大龍寺巴士站處設有巴士回轉處。
- 2004年（平成16年）10月1日，名鐵巴士（日语：名鉄バス）高富線由岐阜巴士（日语：岐阜乗合自動車）接管，回轉處被廢除。
- 現時車站遺址建設了住宅。

## 相鄰車站
名古屋鐵道
高富線
粟野－高富

## 注腳
1. ↑  「軽便鉄道運輸開始」《官報》1914年1月12日（國立國會圖書館數碼化資料）
2. 1 2 3 4 5  . 鄉土出版社. 1997: 219–230. ISBN 4-87670-097-4 （日语）.
3. ↑  今尾惠介（監修）.  7 東海. 新潮社. 2008: 53. ISBN 978-4-10-790025-8 （日语）.
4. ↑  . 名鉄のオススメ. 名古屋鐵道.   [2016-07-11]. （原始内容存档于2021-07-09） （日语）.
5. ↑  . 鄉土出版社. 1997: 144. ISBN 4-87670-097-4.
6. ↑  名古屋鉄道広報宣伝部（編）. . 名古屋鐵道. 1994: 285 （日语）.